# Ökologische Linke
Die Ökologische Linke (Kurzbezeichnung: ÖkoLinX) ist eine deutsche Kleinstpartei, die 1991 von ehemaligen Mitgliedern der Grünen um Jutta Ditfurth und Manfred Zieran in Frankfurt am Main gegründet wurde und politische Mandate in der dortigen Stadtverordnetenversammlung errungen hat.

## Vorgeschichte
In den späten 1980er Jahren firmierten Radikalökologen und Ökosozialisten in den Grünen gemeinsam als „ökologische Linke“. Von den sogenannten Realos um Joschka Fischer und Otto Schily wurden sie als „Fundis“ bezeichnet. Gemeinsam stellten sie von 1984 bis 1988 die Mehrheit im Bundesvorstand der Grünen sowie 1987/1988 mit Thomas Ebermann einen der drei Sprecher der Bundestagsfraktion. Sie versuchten die Parlamentarisierung der Grünen und Koalitionen mit der SPD zu verhindern.
Im Vorfeld der deutschen Wiedervereinigung 1990 erhielten die Realos innerparteiliche Mehrheiten, die sich nach den Verlusten der Grünen bei der Bundestagswahl 1990 verstärkten. Im Frühjahr 1990 traten die Ökosozialisten um Rainer Trampert und Thomas Ebermann bei den Grünen aus, im September auch Jürgen Reents. Auf dem Bundesparteitag im April 1991 in Neumünster bejahte eine Mehrheit das Gewaltmonopol des Staates und definierte die Grünen fortan als „ökologische Reformpartei“. Außerdem wurden das Rotationsprinzip abgeschafft, der Bundesvorstand verkleinert und bezahlte Vorstandssprecher eingeführt. Viele Radikalökologen sahen in diesen Beschlüssen die teilweise Aufgabe der ursprünglichen Basisdemokratie. Jutta Ditfurth kündigte ihren Austritt an.

## Parteigründung

Parteiaustritt einiger Linker aus den Grünen im April 1991 unter Medienrummel, u. a. von Jutta Ditfurth, die anschließend im Dezember 1991 die Ökologische Linke gründete

Im Dezember 1991 gründeten rund 350 Menschen, überwiegend ehemalige Mitglieder der Grünen um Jutta Ditfurth und ihren Lebenspartner, den Journalisten Manfred Zieran (* 1951), in Frankfurt am Main die Ökologische Linke/Alternative Liste. Diese wollte eine „Vernetzung und Koordinierung der Arbeit radikalökologischer, sozialistischer, autonomer und feministischer Politikansätze“ erreichen und die antikapitalistische außerparlamentarische Opposition in Deutschland stärken.
Der Grünen-Politiker Ludger Volmer kommentierte 1991 die Gründung: Eine Partei wie die Ökologische Linke, die versuche Ökologie mit Antikapitalismus zu verbinden, könne als außerparlamentarische Gegenmacht eine produktive Rolle spielen. Eine Kandidatur für den Bundestag ohne die geringste Chance auf einen Einzug habe jedoch eine „objektive reaktionäre Funktion: die GRÜNEN unter 5 % zu drücken und das Dreiparteiensystem zu stabilisieren“.
Nach Darstellung des Politikwissenschaftlers
Jürgen Hoffmann entstand die Ökologische Linke als Reaktion auf den Abschied der Grünen von Gründungsprinzipien im Zuge ihrer Wandlung von einer Anti-Parteien-Partei zu einer Regierungspartei. Als wesentliche Ursachen dafür nannte er die deutsche Wiedervereinigung und die Wahlniederlage der Grünen 1990: In deren Folge hätten die Grünen ihre Konflikte personalisiert und professionalisiert, zugleich aber ihre basisdemokratischen Instrumente schrittweise aufgegeben. Die Ökologische Linke habe die ursprüngliche Bindung der Grünen an neue soziale Bewegungen beibehalten wollen, sei aber eine Splittergruppe geblieben.

## Grundsatzerklärung
Die politischen Positionen der Ökologischen Linken liegen in einem Grundsatzprogramm, regelmäßigen Flugblättern und in der Zeitschrift ÖkoLinX (1991 bis 1999, herausgegeben unter anderem von Jutta Ditfurth) vor. Die Parteiprogramme sind zweiteilig: Der erste Teil drückt den gemeinsamen politischen Willen der Mitglieder aus und ist verbindliche Handlungsgrundlage für alle Parteiorgane. Ein zweiter Teil kann zusätzliche oder abweichende Auffassungen bekanntgeben, für die mindestens 20 % Mitglieder bei Programmanträgen gestimmt haben. Auch dieser Teil bleibt im Rahmen der Satzung.
Die bei der Gründung beschlossene, bis 1993 mehrfach überarbeitete Grundsatzerklärung besteht aus drei Teilen: Teil I führt eine globale Gesellschaftsanalyse aus, die die Lage der weitaus meisten Menschen in Afrika, Asien und Lateinamerika als von Armut und Ausbeutung geprägt und einige Lösungsangebote der Industrienationen, etwa die Gentechnik, als gesteigerte Mittel der Ausbeutung und Kontrolle von Mensch und Natur für Kapitalinteressen beschreibt. Teil II beschreibt Handlungsperspektiven, Teil III die wichtigsten Parteigrundsätze: Danach versteht sich die Ökologische Linke als „antikapitalistisch, solidarisch und radikalökologisch“, „antipatriarchal und feministisch“, „antirassistisch und internationalistisch“, „antimilitaristisch“, „antistaatlich und basisdemokratisch“.

## Organisation
Mitglied der Partei können laut Satzung „alle werden, auch Deutsche, die sich für die Grundsätze der Organisation und ihr Programm einsetzen“. Ausgeschlossen seien nur Mitglieder staatlicher „Repressionsorgane“, die Menschenrechte verletzt haben. Die Partei sei basisdemokratisch organisiert: Alle Mitglieder können an ihrer politischen Willensbildung teilnehmen, sich über alle internen Angelegenheiten informieren, das passive und aktive Wahlrecht ausüben, für Parteiämter oder auf Wahllisten kandidieren und sich in Projektbereichen eigenständig organisieren. Dabei solle jedes Mitglied die Parteigrundsätze vertreten. Die Partei ist in eine Bundeskonferenz, einen Bundeskoordinationsrat, Bundessprecher*innenrat und überregionale Projektbereiche gegliedert. Für alle Organe und Teilgruppen gilt eine Mindestparität von 50 % Frauen, außer in Projektbereichen für Schwule.
Laut ihrem Rechenschaftsbericht für das Jahr 2016 ist die Ökologische Linke in einen Bundesverband und Landesverbände in Baden-Württemberg, Bayern, Berlin, Hessen, Niedersachsen und Nordrhein-Westfalen gegliedert. Der Bericht weist für besagte Landesverbände keine Mitgliedsbeiträge und ein Vermögen von knapp 5000 € aus. Sie erhält keine staatliche Parteienfinanzierung, besitzt keine Unternehmensbeteiligungen oder Grundeigentum und erzielt die meisten Einnahmen aus Privatspenden. Im Jahr 2022 hatte sie nach eigenen Angaben 345 Mitglieder und nur noch die Landesverbände Hessen und Nordrhein-Westfalen existierten.

## Berlin
Die Ökologische Linke nahm regelmäßig an der seit 1987 bestehenden „Revolutionären 1.-Mai-Demonstration“ in Berlin teil. Seit 1991 war es dort vereinzelt zu antisemitischen Äußerungen gekommen, ohne dass das Thema Israel in den Vordergrund trat. Im Vorfeld der Demonstration 2016 wollten erstmals auch die anti-israelischen Gruppen Boycott, Divestment and Sanctions (BDS) und F.O.R. Palestine in das Bündnis eintreten. Die Ökologische Linke stuft diese Gruppen als antisemitisch ein und beantragte daher ihren Ausschluss. Die Mehrheit lehnte diesen ab, wobei die Aufnahmekandidaten mit abstimmten. Daraufhin trat die Ökologische Linke aus dem Bündnis aus und beschloss, auf der Demonstration Flugblätter mit Kritik an antisemitischen Gruppen zu verteilen. Dabei griffen einige BDS-Unterstützer Mitglieder der Ökologischen Linken körperlich an.
Diese trat dann zur Bezirksverordnetenwahl im September 2016 im Berliner Bezirk Friedrichshain-Kreuzberg an, um Kritik an der Linkspartei zu stärken, vor allem an deren Wohn- und Mietenpolitik in der rot-roten Berliner Regierungskoalition.

## Wählervereinigung ÖkoLinX-ARL
Die kommunale Wählervereinigung ÖkoLinX-Antirassistische Liste (abgekürzt ÖkoLinX-ARL) wurde 2000 gegründet und ist organisatorisch von der bundesweiten Partei Ökologische Linke unabhängig. Während die Bundespartei bei Landtagswahlen gerundet nie mehr als 0,0 % der Stimmen erzielte, ist die Wählervereinigung in der Politik in Frankfurt am Main seit 2001 mit Abgeordneten vertreten. Infolge der Aufhebung der Fünf-Prozent-Hürde errang diese Wählervereinigung 2001 (0,9 %), 2006 (1,2 %) und 2011 (1,2 %) je ein Mandat. Sie vertrat in der Stadtverordnetenversammlung bis 2016 eine Minderheitsopposition gegen die Koalition von Grünen und CDU. Nach der Kommunalwahl 2011 bildete ÖkoLinX-ARL kurzzeitig mit den Mandatsträgern von Piratenpartei und Europa Liste Frankfurt (ELF) eine gemeinsame Bunte Fraktion. Bei der Kommunalwahl 2016 in Frankfurt am Main erreichte ÖkoLinX-ARL 2,1 % der Wählerstimmen und damit zwei Sitze im Römer, die an Jutta Ditfurth und Manfred Zieran fielen.
Die Wählervereinigung engagierte sich unter anderem 2002 gegen die geplante Nordwestbahn des Frankfurter Flughafens, 2008 gegen die NPD auf Christoph Büchels Politica-Ausstellung in Kassel, sie lehnte 2008 den Hochhausrahmenplan der Frankfurter Stadtverwaltung als „völlig am Großkapital orientierte, unsoziale Planungspolitik“ ab und beantragte 2010, einen geplanten Empfang von teilweise rechtsextremen Burschenschaftern im Römer abzusagen.
Die Wählervereinigung ist außerdem seit 2011 in den Ortsbeiräten I (Bahnhof, Gallus, Gutleut, Innenstadt), III (Frankfurt-Nordend) und IV (Frankfurt-Bornheim/Ostend) vertreten.
Die beiden 2014 gewählten Mitglieder des Gemeinderats Ludwigsburg Oliver Kube und Claudia Dziubas traten 2016 aus der Linkspartei aus und kooperierten mit der Wählergruppe ÖkoLinX-Antirassistische Liste. Als Grund nannten sie vor allem flüchtlingsfeindliche Aussagen der damaligen Vorsitzenden der Linksfraktion im Bundestag Sahra Wagenknecht. Bei der folgenden Kommunalwahl im Mai 2019 verloren sie ihre Mandate.
Zur Kommunalwahl in Frankfurt am Main am 14. März 2021 trat auf der Kandidatenliste von ÖkoLinX auch der Publizist Leo Fischer an, der zuvor für die Partei Die Partei kandidiert hatte. Bei dieser Wahl strebte ÖkoLinX drei Sitze im Römer an, um Fraktionsstärke und damit erweiterte parlamentarische Rechte für eine effektivere Oppositionsarbeit zu erhalten. Die Wählergruppe erreichte mit 1,8 % der Wählerstimmen erneut zwei Sitze im Römer; damit verteidigten Ditfurth und Zieran ihre Abgeordnetenmandate. Eine gemeinsame Fraktion mit dem Vertreter der Gartenpartei, die ebenfalls die Bebauung von Grünflächen wie den Günthersburghöfen bekämpft, kam nicht zustande. Die meisten Mitglieder der Piratenpartei Deutschland lehnten eine Fraktion ihres Frankfurter Abgeordneten mit ÖkoLinX bei einer internen Umfrage ab. Bis Ende Mai 2021 einigte sich ÖkoLinX mit dem Vertreter der Europa-Liste für Frankfurt (ELF), Luigi Brillante, auf ein Zusammengehen. Damit erwarb die neue Fraktion namens ÖkoLinX-ELF Anspruch auf Mittel von rund 160.000 Euro im Jahr und Stimmrecht in den Fachausschüssen des Stadtparlaments. Zudem stellt ÖkoLinX Abgeordnete in fünf Frankfurter Ortsbeiräten (1, 2, 3, 4 und 7). Ditfurth und Zieran betonten, die politische Basis der Fraktionsarbeit seien „Antirassismus, Antifaschismus, Antisexismus sowie das Eintreten gegen jeglichen Antisemitismus, für Ökologie und für die soziale Gleichheit aller Menschen“.
Am 25. Februar 2022, einen Tag nach Kriegsbeginn, legte ÖkoLinX-ELF im Stadtrat eine Resolution zum russischen Überfall auf die Ukraine vor: „Es ist Krieg in Europa. Wir verurteilen den Angriff Russlands auf die Ukraine. Wir stehen an der Seite der Ukraine. Die Stadt Frankfurt bereitet sich darauf vor, Flüchtlinge aus dem Kriegsgebiet aufzunehmen.“ Die Resolution fand eine breite Mehrheit. Die FDP stimmte als einzige an der Frankfurter Koalitionsregierung beteiligte Fraktion mit den Oppositionsparteien CDU, AfD und BFF dagegen.
Zum 31. März 2022 konnte ÖkoLinX-ELF eine Diskussion zum Umgang Frankfurts mit dem Thema Rassismus auf die Tagesordnung setzen. Dabei führte Jutta Ditfurth am Beispiel ihrer eigenen Familie aus, dass Rassismus „aus dem Bildungsbürgertum, aus der Oberschicht“ komme, nicht aus der Unterschicht. Nie habe es eine Zeit in Deutschland ohne Rassismus gegeben. Auch Ökorassismus sei aktuell, etwa wenn „Natur gegen zu viele Menschen gerettet werden soll“, aber mit Ausdrücken wie „Bevölkerungsexplosion“ oder „Menschenfluten“ immer Nichtweiße, nie die eigene Bevölkerungsmehrheit gemeint sei. Im Ergebnis beschloss der Stadtrat mehrheitlich einen Antrag, der die rassistischen Ausdrücke N- und M-Wort ächtet und die Stadt verpflichtet, die Aufarbeitung der deutschen Kolonialgeschichte zu fördern.

## Europawahl 2019
Zur Europawahl 2019 trat die Ökologische Linke erstmals mit einer bundesweiten Kandidatenliste an, mit Jutta Ditfurth als Spitzenkandidatin, verfehlte jedoch mit einem bundesweiten Ergebnis von 0,1 % (35.794 Stimmen) das angestrebte Ziel eines Sitzes im EU-Parlament.
Als Hauptziele hatte die Partei in einer Europaerklärung eine wirksame Opposition „gegen die rechte Front in Europa“, gegen ein „rassistisches, antisemitisches, menschenfeindliches“ Europa, „vor dessen Festungsmauern Menschen ertrinken“, und gegen Versuche, „Proteste und Widerstand gegen Überwachung und Militarisierung im Inneren wie im Äußeren einzuschüchtern“, genannt. Stattdessen trete sie für die „sexuelle und reproduktive Selbstbestimmung von Frauen und die umfassende Emanzipation aller Menschen, egal welchen Geschlechts, sexueller Orientierung oder Herkunft“ ein und wolle dazu beitragen, „die Zerstörung des Klimas zu verhindern.“ Dazu forderte die Bundespartei den sofortigen Kohleausstieg, ein Recht auf selbstbestimmte Abtreibung und gegen Überwachung. Die Partei unterstützt die Seenotrettung im Mittelmeer und wollte die Arbeit im Europäischen Parlament zur Unterstützung und Vernetzung von linken Projekten in Europa nutzen, die für die gleichen Ziele kämpfen.
Ditfurth verstand ihre Kandidatur als „Kampfansage gegen Rechts“ und bot anstelle von Wahlkampfauftritten Vorträge und Diskussionen zu den Themen „Capitalism kills climate“ und „wie der linke Antizionismus zum Antisemitismus wurde“ an. Die Wahlkampfmittel seien gering gewesen. Zu ihren Vorträgen in Jena und Leipzig kamen nach ihren Angaben vor allem Jüngere zwischen 20 und 30 Jahren und Aktivisten der Fridays for Future.

## Kritik
Der Politikwissenschaftler Andreas Schulze, ein Mitarbeiter der Konrad-Adenauer-Stiftung, meinte in seiner Publikation von 2004 über die Geschichte von Kleinparteien in Deutschland, die Ökologische Linke sei ein „linksextremes Ergebnis von Flügelkämpfen der Grünen“. Die „fundamentalistische Gruppierung“ sehe sich als einzige Bewegung, die „‚wahre‘ ökologische Politik“ betreibe. Andere ökologische Ausrichtungen, besonders der Veganismus, würden als „Ökofaschismus“ bezeichnet.
In seinem Jahresbericht 2016 ordnete das Landesamt für Verfassungsschutz Hessen den hessischen Landesverband der Ökologischen Linken dem Bereich Linksextremismus zu. Die hessische Landesregierung führte ÖkoLinX 2017 in einer Tabelle mit 197 Einträgen zweimal als „linksextreme Gruppierung“ auf, die sich in den Jahren 2014 bis 2017 an Demonstrationen gegen die AfD beteiligt habe.